# Empros
Empros — четвёртый студийный альбом американской рок-группы Russian Circles. Был выпущен 26 октября 2011 года на лейбле Sargent House. Является первым альбомом группы, изданным только на Sargent House. Ранее лейбл выпускал ограниченные издания первых трёх пластинок коллектива, а распространением компакт-дисков и цифровой дистрибуцией занимались Suicide Squeeze Records и Flameshovel Records.

## История
Russian Circles приступили к сочинению материала для альбома в январе 2011 года. В апреле группа заняла чикагскую студию Phantom Manor. Продюсированием альбома, как и выпущенной в 2009 году пластинки Geneva, занялся Брэндон Кёртис (Secret Machines, Interpol). В пресс-релизе лейбла Sargent House Empros был назван наиболее тяжёлым на тот момент альбомом Russian Circles.
28 сентября 2011 года песня «Mládek» стала доступна для бесплатного скачивания и прослушивания онлайн. Эта песня названа в честь Томаса Младека (Tomas Mládek), водителя турового автобуса Russian Circles во время их гастролей по Европе. Альбом был хорошо встречен критиками, в то же время в издании Spin его оценили в семь баллов из десяти, написав, что «группа сияет ярчайшим светом, когда подбирается к доступности инди-рока».

## Список композиций
| №                   | Название            | Длительность |
| ------------------- | ------------------- | ------------ |
| 1.                  | «309»               | 8:50         |
| 2.                  | «Mládek»            | 7:40         |
| 3.                  | «Schipol»           | 6:16         |
| 4.                  | «Atackla»           | 7:27         |
| 5.                  | «Batu»              | 6:17         |
| 6.                  | «Praise Be Man»     | 4:35         |
| Общая длительность: | Общая длительность: | 41:00        |

## Участники записи
Над альбомом работали:
| Russian Circles - Брайн Кук (англ. Brian Cook) — бас-гитара, вокал («Praise Be Man») - Майк Салливан (англ. Mike Sullivan) — гитара - Дэйв Турнкранц (англ. Dave Turncrantz) — ударные Приглашённые музыканты - Фил Карнац (англ. Phil Karnats) — аккордеон, виолончель | Технический персонал - Брендон Кёртис (англ. Brandon Curtis) — продюсер, инженер, сведение - Джоуи Ламберт (англ. Joe Lambert) — мастеринг - Майк Ласт (англ. Mike Lust) — инженер - Russian Circles — продюсирование Оформление - Сонни Кей (англ. Sonny Kay) — вёрстка - Дэйв Турнкранц — фото |